# Franz-Josef Kortüm
Franz-Josef Kortüm (* 18. August 1950 in Billerbeck) ist ein deutscher Manager.
Kortüm bekleidete nach einem Studium der Betriebswirtschaftslehre verschiedene Positionen bei Daimler-Benz. 1992 wurde er Mitglied des Vorstandes der Audi AG, 1993 dessen Vorsitzender. 1994 wechselte er in den Vorstand der Webasto AG Stockdorf  und war von 1998 bis 31. Dezember 2012 Vorsitzender. Ab 2013 war Franz-Josef Kortüm Mitglied des Aufsichtsrats der Webasto SE, der Webasto Roof & Components SE und der Webasto Thermo & Comfort SE. Von 2004 bis 2012 war Kortüm Vorstandsmitglied im Verband der Automobilindustrie VDA.
Im Jahre 2008 wurde Franz-Josef Kortüm mit dem Bundesverdienstkreuz am Bande ausgezeichnet.